# دارین ملس
دارین ملس (انگلیسی: Darian Males؛ زادهٔ ۳ مهٔ ۲۰۰۱) بازیکن فوتبال اهل سوئیس است.
از باشگاه‌هایی که در آن بازی کرده‌است می‌توان به باشگاه فوتبال لوتسرن اشاره کرد.
وی همچنین در تیم‌های ملی فوتبال پایه سوئیس بازی کرده‌است.

## زندگی شخصی
ملس متولد سوئیس، اما صرب بوسنی تبار است.